# جزيرة الوقادي
جزيرة الوقادي هي إحدى الجزر السعودية الواقعة في البحر الأحمر، تتبع منطقة تبوك شمال المملكة العربية السعودية.
في 6 سبتمبر 2021، تمكّن فريق من خبراء العلوم والبيئة البحرية في شركة البحر الأحمر للتطوير من اكتشاف مستعمرة مرجانية ضخمة جنوب الجزيرة التابعة للمشروع، وقُدر عمر المستعمرة بنحو 600 عام وارتفاعها أكثر من 10 أمتار.